# Diana (álbum de 1972)
Diana é o álbum de estreia da cantora e compositora brasileira Diana, lançado pela gravadora CBS em 1972.

## Histórico
Em 1969, nos últimos momentos do movimento Jovem Guarda, a cantora Diana iniciava sua carreira com a gravação de um compacto simples, com as canções "Menti Pra Você" e "Sítio do Pica-Pau Amarelo", gravado pelo selo Caravelle. O relativo sucesso do single rendeu-lhe um convite para fazer parte do catálogo de artistas da CBS, na virada para a década de 1970. Com o sucesso comercial de dois compactos simples lançados pela gravadora, "Eu Gosto Dele"/ "Não Chore Baby" (em 1970) e "Ainda Queima a Esperança"/"Carinhoso" (em 1971), a gravadora resolveu lançar o LP de estreia da Diana em 1972.
O compositor Raul Seixas (àquela época, mais conhecido como Raulzito) foi escalado para produzir o disco e também compor algumas de suas faixas do repertório. Foram quatro canções de autoria de Raulzito em parceria com Mauro Motta - entre as quais "Ainda Queima a Esperança", sucesso de vendas em compacto - além de mais oito versões de músicas estrangeiras, entre as quais "I Am… I Am Sad" (de Neil Diamond, que virou o grande sucesso "Porque Brigamos"), "Everything I Own" (de David Gates, que se tornaria "Tudo Que Eu Tenho"), "When My Little Girl Is Smilling" (de Carole King e Gerry Goffin, transformada em "Quero Te Ver Sorrindo"), "Voy a Guardar Mi Lamento" (de Raul Vazquez,  adaptada para "Meu Lamento") e  "Take My Hand for a While" (de Buffy Sainte-Marie, na versão "Pegue as Minhas Mãos").

## Faixas

### Disco
Lado A
1. Estou Completamente Apaixonada (Raulzito – Mauro Motta) - 02:46
2. No Fundo De Minha Alma (Proplakat Ce Zora) (Stjepan Mihalinec – Drago Britvic – Rossini Pinto) - 03:23
3. Você Tem Que Aceitar (Raulzito – Mauro Motta) - 03:53
4. Pegue As Minhas Mãos (Take My Hand For A While) (Buffy Saint – Marie – Raulzito) - 02:51
5. Quero Te Ver Sorrindo (When My Little Girl Is Smilling) (Gerry Goffin – Carole King – Rossini Pinto) - 02:24
6. Meu Lamento (Voy A Guardar Mi Lamento) (Raul Vazquez – Rossini Pinto) - 02:43

Lado B
1. Canção Dos Namorados (El Valsa De Las Mariposas) (D. Daniel – Rossini Pinto) - 02:42
2. Hoje Sonhei Com Você (Raulzito – Mauro Motta) - 02:49
3. Fatalidade (Fatalità) (D Pace – M. Panzeri – Conti – Argenio – Rossini Pinto) - 03:09
4. Tudo Que Eu Tenho (Everything I Own) (David Gates – Rossini Pinto) - 03:20
5. Porque Brigamos (I Am… I Said) (Neil Diamond – Rossini Pinto) - 03:16
6. Ainda Queima a Esperança (Raulzito – Mauro Motta) - 03:27